# 榎本直樹
榎本 直樹（えのもと なおき、1948年7月10日 - ）は、三重県南牟婁郡御浜町出身の元プロ野球選手（投手）。

## 来歴・人物
三重高校では1966年に、エース水谷孝の控え投手として春夏の甲子園に連続出場。春の選抜では2回戦（初戦）で宇部商に敗れ、榎本の登板機会はなかった。夏の選手権では2回戦に進出するが、平安の門野利治、池田信夫両投手の継投の前に2-7で敗退。この試合で水谷をリリーフし、1イニングだけ登板した。
高校卒業後は、中京大学に進み、愛知大学野球リーグでは1968年秋季リーグから1970年秋季リーグまでの連覇に貢献。3年生春から4季連続で最優秀選手とベストナインに選ばれた。1970年の全日本大学野球選手権では、決勝で山口高志投手を擁する関西大学を降し、愛知大学野球連盟代表として初優勝を飾る。ただ山口は法大との準決勝で延長20回を投げ抜いており、この試合は登板を回避した。同年の第1回明治神宮野球大会では、決勝でエース川端理史らのいた東海大学に敗れ準優勝にとどまった。愛知大学リーグ通算59試合登板、36勝7敗、防御率1.15、266奪三振。
ドラフト会議で大洋ホエールズから6位指名を受けるも拒否。翌1971年、北海道拓殖銀行へ入行した。同年の北海道大会で最優秀選手となる。
1971年のドラフト会議でヤクルトアトムズに2位指名され、入団。最も活躍したのは2年目の1973年で、松岡弘に次ぐ23試合に先発し5勝4敗、規定投球回（13位）にも到達した。しかし翌年は未勝利に終わり、その後は主に中継ぎとして起用された。
1976年オフに、瀬戸和則投手との交換トレードで広島東洋カープへ移籍するも10試合のみの登板に留まり、1978年暮れに引退した。引退後は北海道にある夫人の実家で酪農業に従事する。

## 選手としての特徴
左のサイドスローから、スライダーやシンカー、フォークボールなどの変化球を繰り出す、抜群のコントロールで勝負する技巧派投手。中でも特に、左腕特有の縦に割れるカーブは評価が高い。

## 詳細情報

### 年度別投手成績
| 年 度     | 球 団     | 登 板 | 先 発 | 完 投 | 完 封 | 無 四 球 | 勝 利 | 敗 戦 | セ 丨 ブ | ホ 丨 ル ド | 勝 率 | 打 者 | 投 球 回 | 被 安 打 | 被 本 塁 打 | 与 四 球 | 敬 遠 | 与 死 球 | 奪 三 振 | 暴 投 | ボ 丨 ク | 失 点 | 自 責 点 | 防 御 率 | W H I P |
| --------- | --------- | ----- | ----- | ----- | ----- | -------- | ----- | ----- | -------- | ----------- | ----- | ----- | -------- | -------- | ----------- | -------- | ----- | -------- | -------- | ----- | -------- | ----- | -------- | -------- | ------- |
| 1972      | ヤクルト  | 4     | 1     | 0     | 0     | 0        | 1     | 1     | --       | --          | .500  | 41    | 10.0     | 8        | 1           | 4        | 0     | 0        | 14       | 0     | 0        | 4     | 4        | 3.60     | 1.20    |
| 1973      | ヤクルト  | 37    | 23    | 1     | 0     | 0        | 5     | 4     | --       | --          | .556  | 597   | 146.1    | 117      | 16          | 51       | 7     | 1        | 74       | 2     | 0        | 51    | 44       | 2.71     | 1.15    |
| 1974      | ヤクルト  | 12    | 5     | 0     | 0     | 0        | 0     | 2     | 0        | --          | .000  | 108   | 23.2     | 31       | 4           | 11       | 1     | 0        | 10       | 0     | 0        | 19    | 17       | 6.38     | 1.77    |
| 1975      | ヤクルト  | 10    | 0     | 0     | 0     | 0        | 0     | 0     | 0        | --          | ----  | 45    | 11.1     | 9        | 2           | 2        | 0     | 0        | 3        | 0     | 0        | 5     | 5        | 4.09     | 0.97    |
| 1976      | ヤクルト  | 22    | 2     | 0     | 0     | 0        | 1     | 1     | 0        | --          | .500  | 134   | 31.0     | 31       | 6           | 12       | 1     | 0        | 9        | 0     | 0        | 21    | 16       | 4.65     | 1.39    |
| 1977      | 広島      | 10    | 0     | 0     | 0     | 0        | 0     | 1     | 0        | --          | .000  | 19    | 3.0      | 7        | 1           | 3        | 0     | 0        | 2        | 0     | 0        | 3     | 3        | 9.00     | 3.33    |
| 通算：6年 | 通算：6年 | 95    | 31    | 1     | 0     | 0        | 7     | 9     | 0        | --          | .438  | 944   | 225.1    | 203      | 30          | 83       | 9     | 1        | 112      | 2     | 0        | 103   | 89       | 3.56     | 1.27    |

### 記録
- 初登板：1972年9月25日、対広島東洋カープ23回戦（広島市民球場）、8回裏に2番手で救援登板・完了、1回無失点
- 初先発登板：1972年10月8日、対広島東洋カープ25回戦（広島市民球場）、3回4失点で敗戦投手
- 初勝利：1972年10月14日、対阪神タイガース25回戦（東京スタジアム）、7回表に3番手で救援登板・完了、3回無失点
- 初先発勝利：1973年5月29日、対大洋ホエールズ6回戦（明治神宮野球場）、7回1/3を3失点（自責点1）
- 初完投勝利：1973年8月8日、対広島東洋カープ15回戦（明治神宮野球場）、9回1失点

### 背番号
- 13 （1972年 - 1976年）
- 47 （1977年 - 1978年）